# Tito Maccio Plauto
Tito Maccio Plauto (in latino Titus Maccius Plautus o Titus Maccus Plautus; Sarsina, tra il 255 e il 250 a.C. – Roma, 184 a.C.) è stato un commediografo romano.
Plauto fu uno dei più prolifici e importanti autori della letteratura latina e l'autore teatrale che più influenzò il teatro occidentale. Fu esponente del genere teatrale della palliata, ideato dall'innovatore della letteratura latina Livio Andronico. Il termine plautino, che deriva appunto da Plauto, si riferisce sia alle sue opere sia ad opere simili o influenzate da quelle di Plauto.

## Biografia
Varie fonti antiche chiariscono che Plauto era nativo di Sàrsina, cittadina appenninica dell'Umbria romana (oggi in Romagna): il dato è confermato da un bisticcio allusivo in Mostellaria 769-70. Plauto, come del resto quasi tutti i letterati latini di età repubblicana di cui abbiamo notizia, non era dunque di origine romana: non apparteneva però, diversamente da Livio Andronico ed Ennio, a un'area culturale italica già sotto influenza e dominio greco. Si noti anche che Plauto era con certezza un cittadino libero, non uno schiavo o un liberto: la notizia che svolgesse lavori servili presso un mulino è un'invenzione biografica, basata su un'assimilazione tra Plauto e i servi bricconi delle sue commedie, che spesso vengono minacciati di questa destinazione.
La data di morte, il 184 a.C., è sicura; la data di nascita si ricava indirettamente da una notizia di Cicerone (Cato maior 14,50), secondo cui Plauto scrisse da senex la sua commedia Pseudolus. Lo Pseudolus risulta rappresentato nel 191, e la senectus per i Romani cominciava a 60 anni. Probabile quindi una nascita fra il 255 e il 250 a.C. Le notizie che fissano la fioritura letteraria del poeta intorno al 200 quadrano bene con queste indicazioni. Dobbiamo immaginarci un'attività letteraria compresa fra il periodo della seconda guerra punica (218-201 a.C.) e gli ultimi anni di vita del poeta: la Casina allude chiaramente alla repressione dei Baccanali del 186 a.C.

### La questione del nome
Il nomen del poeta è tra i dati incerti. Nelle edizioni moderne fino all'Ottocento figura il nome completo Marcus Accius Plautus. Questa forma è di per sé sospetta alla luce di considerazioni storiche: i tria nomina si usano per chi è dotato di cittadinanza romana, e non sappiamo se Plauto l'abbia mai avuta. Un antichissimo codice di Plauto, il Palinsesto Ambrosiano, rinvenuto agli inizi del XIX secolo dal cardinale Angelo Mai, portò migliore luce sulla questione. Il nome completo del poeta tramandato nel Palinsesto si presenta nella più attendibile versione Titus Maccius Plautus; da Maccius, per errore di divisione delle lettere, era uscito fuori il tradizionale M. Accius (che sembrava credibile per influsso di L. Accius, il nome del celebre tragediografo). D'altra parte, il nome Maccius si presta a interessanti deduzioni. Non si tratta certo di un vero nome gentilizio e del resto non c'è ragione che Plauto ne portasse uno; si tratta invece di una derivazione da Maccus, il nome di un personaggio tipico della farsa popolare italica, l'atellana. Questa originale derivazione deve avere un legame con la personalità e l'attività di Plauto. È dunque verosimile e attraente ipotesi che il poeta teatrale umbro Titus Plotus, oltre a romanizzare in Plautus il suo cognome, si fosse dotato a Roma di un nome di battaglia, che alludeva chiaramente al mondo della scena comica, e quindi conservasse nei "tre nomi" canonici la traccia libera e irregolare del suo mestiere di commediante.
Quanto al cognomen Plauto, secondo Festo, in un lemma conservatoci integralmente dal suo epitomatore Paolo Diacono, gli sarebbe derivato da un difetto fisico, che però forse non fu suo proprio ma del capostipite della famiglia:
(Paolo Diacono, Excerpta ex libris Pompei Festi De significatione verborum, p. 305 Thewrewk )

## Commedie
Plauto fu autore di enorme successo, immediato e postumo, e di grande prolificità. Inoltre il mondo della scena, per sua natura, conosce rifacimenti, interpolazioni, opere spurie; infatti sembra che nel corso del II secolo circolassero qualcosa come centotrenta commedie legate al nome di Plauto: non sappiamo quante fossero autentiche, ma la cosa era oggetto di viva discussione; infatti molti capocomici avevano usato in antichità il nome di Plauto per firmare le loro commedie, siccome pareva una garanzia di successo.
Nello stesso periodo, verso la metà del II secolo, cominciò un'attività che possiamo definire editoriale, e che ha grande importanza per il destino del testo di Plauto. Di Plauto furono condotte vere "edizioni" ispirate ai criteri della filologia alessandrina. Benefici effetti di questa attività si risentono nei manoscritti pervenuti sino a noi: le commedie furono dotate di didascalie, di sigle dei personaggi; i versi scenici di Plauto furono impaginati da competenti, in modo che ne fosse riconoscibile la natura; e questo in un periodo che ancora aveva dirette e buone informazioni in materia.
La fase critica nella trasmissione del corpus dell'opera plautina fu segnata dall'intervento di Marco Terenzio Varrone, il quale, nel De comoediis Plautinis, ritagliò nell'imponente corpus un certo numero di commedie (ventuno, quelle giunte sino a noi) sulla cui autenticità c'era generale consenso. Queste erano opere da Varrone accettate come totalmente e sicuramente genuine. Molte altre commedie - fra cui alcune che Varrone stesso riteneva plautine, ma che non aggregò al gruppo delle "ventuno" perché il giudizio era più oscillante - continuarono a essere rappresentate e lette nell'antica Roma. Noi ne abbiamo solo titoli, e brevissimi frammenti, citazioni di tradizione indiretta: questi testi andarono perduti nella tarda antichità, fra il III e il IV secolo d.C., mentre la scelta delle "ventuno" si perpetuava nella tradizione manoscritta, sino ad essere integralmente recuperata nel periodo umanistico.
La cronologia delle singole commedie ha qualche punto fermo: lo Stichus fu messo in scena la prima volta nel 200, lo Pseudolus nel 191, e la Casina, come si è detto, presuppone avvenimenti del 186. Per il resto, alcune commedie presentano allusioni storiche che hanno suggerito ipotesi di datazione troppo sottili e controverse.
Uno sguardo cursorio agli intrecci delle venti commedie pervenuteci integre (la Vidularia, messa in ultima posizione da Varrone, fu oggetto di danneggiamenti nel corso della trasmissione manoscritta: ne abbiamo infatti solo frammenti) è senz'altro opportuno, anche se può suggerire una prima impressione assai parziale e anche fuorviante. Per unanime riconoscimento, la grande forza di Plauto sta nel comico che nasce dalle singole situazioni, prese a sé una dopo l'altra, e dalla creatività verbale che ogni nuova situazione sa sprigionare. Ma solo una lettura diretta può restituire un'impressione adeguata di tutto ciò: e se l'arte comica di Plauto sfugge per sua natura a formule troppo chiuse, una maggiore sistematicità nasce proprio dalla considerazione degli intrecci, nelle loro più elementari linee costruttive.
Nelle commedie plautine c'è spesso un intreccio molto prevedibile: un litigio tra due personaggi per del denaro, una donna oppure per qualcosa di prezioso. L'antagonista è solitamente un vecchio avaro, oppure un vecchio innamorato (definito come "Senex Libidinosus"), o un lenone (leno, lenonis) oppure ancora il soldato spaccone (Miles Gloriosus). A sistemare la situazione c'è sempre il giovane protagonista (spesso innamorato) aiutato dal servus callidus.
Plauto ha però un messaggio alquanto pessimistico. Infatti, nella sua Asinaria, viene pronunciato un verso (o locuzione) sulla natura dell'uomo; Homo homini lupus, ossia "l'uomo è lupo per l'uomo", affermando così che l'uomo in tante situazioni si comporta in maniera da far prevalere il proprio egoismo; questa è una metafora vera e propria del "lupo", che è pronto a sbranare colui che è più debole.

### Le singole commedie
- Amphitruo (Anfitrione) - Giove arriva a Tebe per conquistare la bella Alcmena, mentre il marito è assente perché occupato in guerra. Il dio impersona Anfitrione, signore della città; aiutato dall'astuto Mercurio, Giove approfitta dell'assenza di Anfitrione, che è in guerra, per entrare nel letto della moglie ignara. Mercurio intanto impersona Sosia, il servo di Anfitrione. Ma improvvisamente tornano a casa i due personaggi "sdoppiati": dopo una brillante serie di equivoci e il parto di Alcmena, Anfitrione si placa, onorato di aver avuto per rivale un dio. La commedia occupa un posto particolare nel teatro di Plauto, perché è l'unica a soggetto mitologico.
- Asinaria (La commedia degli asini) - Macchinazioni di un giovane per riscattare la sua bella, una cortigiana. L'impresa ha successo, grazie all'aiuto di furbi servitori e anche (cosa assai rara in questo tipo di intrecci) grazie alla complicità del padre dell'innamorato. Nasce poi una rivalità amorosa tra padre e figlio che si risolve, secondo logica, con il prevalere finale del giovane.
- Aulularia (La commedia della pentola) - La pentola, che è piena d'oro, è stata nascosta dal vecchio Euclione, che ha un terrore ossessivo di esserne derubato. Tra molte inutili ansie dell'avaro, la pentola finisce davvero per sparire; nel frattempo sua figlia, che aspetta un bambino da un giovane innamorato di lei, viene promessa in sposa a un vecchio scapolo, zio del giovane, che però è disposto a fare un passo indietro.
- Bacchides - Il plurale del titolo disegna due sorelle, probabilmente gemelle, entrambe cortigiane. L'intrigo ha uno sviluppo complesso e un ritmo indiavolato: la normale situazione di "conquista" della donna viene qui non solo raddoppiata (si hanno due giovani innamorati, con duplice problema finanziario, ecc.) ma anche perturbata da equivoci sull'identità delle concupite. Il modello di questa commedia era il Dis exapatòn (Il doppio inganno) di Menandro: il recente ritrovamento di parte dell'originale greco permette finalmente, almeno in un caso, un confronto diretto fra Plauto e i suoi modelli greci.
- Captivi (I prigionieri; è l'unica commedia senza vicende amorose) - Un vecchio ha perduto due figli: uno gli fu rapito ancora bambino; l'altro, Filopolemo, è stato fatto prigioniero in guerra dagli Elei. Il vecchio si procura due schiavi di guerra Elei, per tentare uno scambio: alla fine non solo ottiene indietro Filopolemo, ma scopre che uno dei prigionieri Elei in sua mano è addirittura l'altro figlio, Tindaro, da tempo perduto. La commedia si distingue in tutto il panorama plautino per la smorzatura dei toni comici e per gli spunti di umanità malinconica - si noterà subito che qui è assente, eccezionalmente, qualsiasi intrigo a sfondo erotico. Per questo ha goduto di una sua autonoma fortuna, anche in periodi di svalutazione della triviale comicità plautina.
- Casina (La ragazza che profuma di cannella) - Un vecchio e suo figlio desiderano una trovatella che hanno in casa; escogitano perciò due trame parallele: ognuno vuole farla sposare ad un proprio "uomo di paglia". Scelgono rispettivamente un fattore e uno scudiero; quando, in seguito a un sorteggio, la Casina viene assegnata al fattore, la madre del giovane con l'aiuto della vicina traveste lo scudiero da Casina. Il vecchio immorale (che naturalmente è sposato) così viene raggirato e trova nel suo letto un maschio invece che l'agognata Casina. Casina, si scopre infine, è una fanciulla di libera nascita, e può quindi regolarmente sposare il suo giovane pretendente.
- Cistellaria (La commedia della cesta) - Un giovane vorrebbe sposare una fanciulla di nascita illegittima, mentre il padre gliene destina un'altra, di legittimi natali. Il caso vanifica poi ogni ostacolo, rivelando la vera e regolare identità della fanciulla desiderata, e permettendo giuste nozze.
- Curculio (Gorgoglione, propriamente verme roditore del grano) - Curculio è parassita di un giovane innamorato di una cortigiana; per aiutarlo inscena un raggiro a spese sia del lenone che detiene la ragazza, sia di un soldato sbruffone, chiamato Terapontigono, che ha già messo in atto l'acquisto della medesima. Alla fine si scopre che la cortigiana è, in realtà, di nascita libera, e può quindi sposare il giovanotto. Il lenone ci rimette i soldi; Terapontingono, invece, non ha lagnanze: la ragazza, si è scoperto, è addirittura sua sorella.
- Epidicus (Epidico) - Una classica "commedia del servo", a ritmo incalzante. L'insaziabile serie di macchinazioni attuata dal servo Epidico è messa in moto da un giovane padrone assai inquieto: egli si innamora successivamente di due differenti ragazze, quindi con duplice richiesta di denaro, duplice "stangata" al vecchio padre, e comprensibile difficoltà. Quando Epidico sta ormai soffocando nelle sue reti, un riconoscimento salva la situazione: una delle due ragazze amate altri non è che la sorella dell'innamorato. Rimane disponibile l'altra, e finalmente si salda una stabile coppia di innamorati.
- Menaechmi (I Menecmi) - Il fortunato prototipo di tutte le "commedie degli equivoci", a cui si ispira anche William Shakespeare per il suo "The Comedy of Errors" (la commedia degli errori). Menecmo ha un fratello, Menecmo, in tutto identico a lui,in questa commedia troviamo infatti i simillimi caratteristici di Plauto. I due non si conoscono perché separati fin dalla nascita; quando sono ormai adulti, l'uno giunge nella città (Epidamno) dell'altro e, ignaro dell'equivoca somiglianza, scatena una terrificante confusione. La commedia è tutta nello sviluppo degli scambi di persona, fino alla reciproca simultanea agnizione finale.
- Mercator (Il mercante) - Su uno schema assai affine alla Casina, vediamo affrontarsi in rivalità amorosa un giovane (il mercante del titolo) e il suo anziano padre. Dopo una serie di mosse e contromosse, il giovane sconfiggerà le mire del vecchio, che ha fra l'altro una moglie battagliera, e si terrà la cortigiana che ama.
- Miles gloriosus (Il soldato fanfarone) - La commedia, considerata uno dei capolavori di Plauto, mette in scena un servo arguto (servus callidus), Palestrione, e un comicissimo soldato fanfarone (miles gloriosus), Pirgopolinice. Lo schema di fondo è quello abituale - un giovane si affida al servo per sottrarre a qualcuno la disponibilità della ragazza amata - ma l'esecuzione prevede un gran numero di brillanti variazioni: un giovane e una giovane sono innamorati, ma la ragazza viene portata via dal soldato ad Efeso. Allora il giovane la segue insieme al proprio schiavo e si incontra clandestinamente con lei in casa del vicino del soldato. Ma quando lo schiavo del soldato se ne accorge, Palestrione deve correre ai ripari e lo convince che la donna che lui ha visto con il giovane è in realtà la sorella della ragazza. Poi il servo fa passare una meretrice per moglie del vicino, pazzamente innamorata di Pirgopolinice, il quale, lusingato e distratto, lascia andare i due giovani innamorati.
- Mostellaria (La commedia del fantasma) - C'è un fantasma nella casa del vecchio Teopropide? Lo fa credere il diabolico servo Tranione, per coprire in qualche modo gli amorazzi del giovane padrone. L'inganno è divertente ma non può reggere a lungo: grazie all'intercessione di un amico, la vicenda si chiude su un perdono generale al giovane debosciato e al servo.
- Persa (Il persiano) - Ancora una beffa ai danni di un lenone, solo che questa volta l'innamorato è lui stesso un servo: non manca però un altro servo con funzione di aiutante. L'inganno, che ha successo, prevede una buffa mascherata, in cui il servo-coadiuvante impersona un improbabile Persiano.
- Poenulus (Il Cartaginese) - Qui il personaggio del titolo è sul serio uno straniero, un Cartaginese: l'azione, come al solito, è in Grecia. Assistiamo alle complicate vicende di una famiglia di origine cartaginese, con riconoscimento finale e riunione degli innamorati (i quali risultano essere fra loro cugini): il tutto a spese di un lenone.
- Pseudolus (Pseudolo) - Insieme al Miles, è tra i culmini del teatro plautino. Lo schiavo del titolo è veramente una miniera di inganni, il campione dei servi furbi (servi callidi) di Plauto. Pseudolo riesce a spennare il suo avversario Ballione - un lenone di eccezionale efficacia scenica - portandogli via la ragazza amata dal padroncino e anche dei soldi in più: la beffa è così ben riuscita che Ballione, senza sapere di aver già perso la donna, si gioca una bella somma che Pseudolo non potrà mai riuscire nel suo intento!
- Rudens (La gomena) - Una rudens è una gómena, attrezzo che è naturale trovare in una commedia ambientata sulla spiaggia. In un curioso prologo, la stella Arturo preannuncia il naufragio di un cattivo soggetto, il lenone Labrace. Labrace porta con sé indebitamente una fanciulla di liberi natali. Il Caso vuole che la tempesta scarichi i naufraghi su una spiaggia in cui si trovano il padre della fanciulla rapita e il suo innamorato. Tutto si accomoda con danno del malvagio, e una cassetta (ripescata grazie alla gòmena del titolo) risulta decisiva nel riconoscimento finale.
- Stichus (Stico) - Questa trama ha uno sviluppo insolitamente modesto, e debole tensione. Un uomo ha due figlie, sposate con due giovani da tempo in viaggio per affari: vorrebbe spingerle al divorzio, ma l'arrivo dei mariti risolve la questione, tra prolungati festeggiamenti.
- Trinummus (Le tre monete) - Un giovane scialacquatore, che in assenza del padre s'è quasi rovinato, viene salvato, tramite un benevolo raggiro, da un vecchio amico di suo padre. L'intreccio e la tonalità sono molto più edificanti del solito, con punte che, per una volta, fanno pensare all'umanità terenziana.
- Truculentus (Lo zoticone) - Una volta tanto, abbiamo qui una cortigiana che non è elemento passivo e posta in palio nell'azione: Fronesio è una creatrice d'inganni, che sfrutta e raggira i suoi tre amanti. Lo spostamento dei ruoli tradizionali fa sì che la protagonista sia tratteggiata in modo più fosco che la media dei "cattivi" plautini: quasi che ci sia della malizia in più, a fare i cattivi "fuori ruolo". È certamente un esperimento isolato, che tenta di allargare il già lungo repertorio di successi: non a caso viene datata al periodo più tardo.
- Vidularia (La commedia del baule) - I pochi frammenti della commedia (poco più di 100 versi) parlano di un baule (in latino vidulus) che contiene oggetti atti a far riconoscere (agnitio) il giovane Nicodemo. Non mancano punti di contatto con la trama della Rudens.

Tutte queste commedie sono state oggetto di studio e catalogate in sette gruppi:
- dei Simillimi (o dei Sosia): riguarda lo scambio di persona, dello specchio e del doppio;
- dell'Agnizione: alla fine di questo tipo di commedie avviene un riconoscimento improvviso ed imprevedibile dell'identità di un personaggio;
- della beffa: in questo tipo sono organizzati scherzi e beffe, bonari o meno;
- del romanzesco: dove compaiono i temi dell'avventura e del viaggio;
- della caricatura (o dei Caratteri): contenenti una rappresentazione iperbolica, esagerata di un personaggio;
- composita: che racchiude al suo interno uno o più elementi dei detti tipi;
- del servus callidus: il servo, intelligente e scaltro, aiuta il padrone ad ottenere un oggetto desiderato o una donna (spesso e volentieri raggirando il vecchio padre o il lenone).

### Lo schema delle commedie

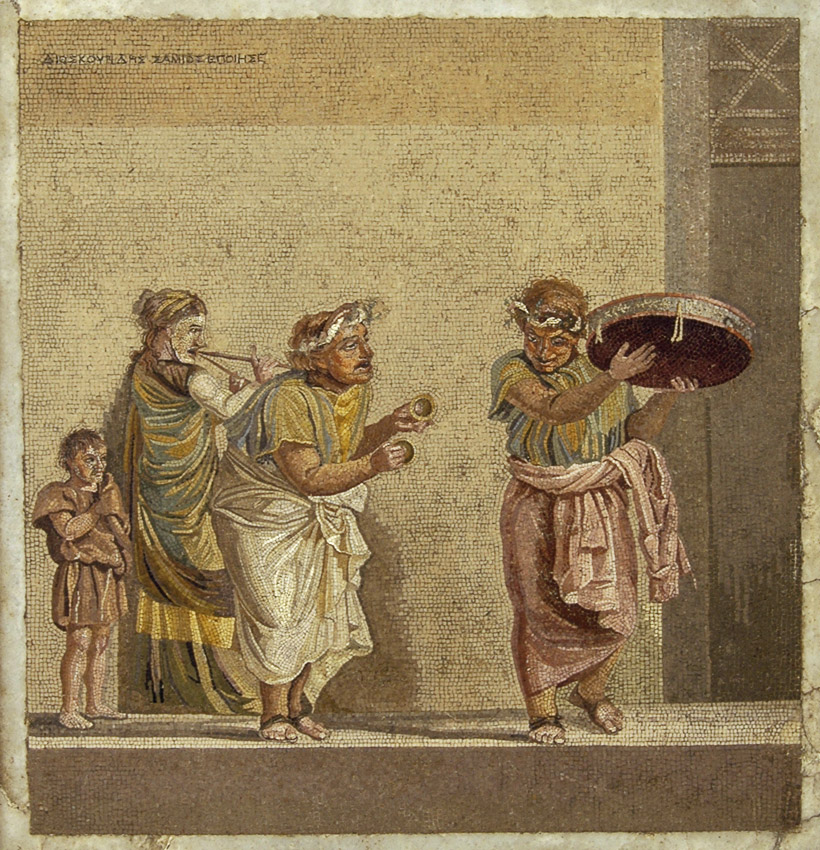
Musici ambulanti, mosaico nella villa di Cicerone a Pompei

Prima delle commedie vere e proprie, nella trascrizione manoscritta c'è quasi sempre un argumentum, cioè una sintesi della vicenda. In alcuni casi sono presenti addirittura due argumenta, e in questo caso uno dei due è acrostico (le lettere iniziali dei singoli versi formano il titolo della commedia stessa).
All'inizio delle commedie vi è un prologo, in cui un personaggio della vicenda, o una divinità, o un'entità astratta personificata presentano l'argomento che si sta per rappresentare.
Nella commedia plautina è possibile distinguere, secondo una suddivisione già antica, i deverbia e i cantica, vale a dire le parti dialogate, con più attori che interloquiscono fra di loro, e le parti cantate, per lo più monologhi, ma a volte anche dialoghi tra due o addirittura tre personaggi.
Nelle commedie di Plauto ricorre spesso lo schema dell'intrigo amoroso, con un giovane (adulescens) che si innamora di una ragazza. Il suo sogno d'amore incontra sempre dei problemi a tramutarsi in realtà a seconda della donna di cui si innamora: se è una cortigiana deve trovare i soldi per sposarla, se invece è onesta l'ostacolo è di tipo familiare.
Ad aiutarlo a superare le varie difficoltà è il servus callidus (servo scaltro) o il parassita (squattrinato che lo aiuta in cambio di cibo) che con vari inganni e trabocchetti riesce a superare le varie difficoltà e a far sposare i due. Le beffe organizzate dal servo sono alcuni degli elementi più significativi della comicità plautina. Il servus è una delle figure più largamente utilizzate da Plauto nelle sue commedie e ha doti che lo fanno diventare eroe e beniamino dell'autore oltre che degli spettatori. Esistono vari tipi di servus:
- il servus currens: l'attore che interpreta questo tipo di servo entra in scena di corsa e mantiene un atteggiamento trafelato finché rimane sul palcoscenico. Plauto lo utilizza come parodia del messaggero, infatti porta sempre qualche lettera o informazione che è di vitale importanza per l'avanzamento della commedia;
- il servus callidus: è un tipo di servo la cui qualità più spiccata è appunto la calliditas (astuzia); ordisce inganni benevoli/malevoli sia a favore che contro il protagonista (nello Pseudolus, ad esempio, il servo ha un ruolo centrale: è colui che organizza la truffa);
- il servus imperator: appare nella commedia Persa; è un tipo di servo che sfoggia una parlantina che utilizza parole che derivano dal gergo militare, e un'incredibile superbia. Parla di ciò che fa come se si rivolgesse a una truppa in partenza per una guerra.

Inoltre il servo è centrale nel metateatro plautino. È infatti il personaggio che assume la veste del doppio del poeta in quanto creatore di inganni. Paradgmatico in tal senso Pseudolus.
In realtà il personaggio del "servus callidus" non è così moderno come potremmo pensare (in quanto conferma il riconoscimento di buone qualità ai servi): occorre ricordare che è tutto inserito in un contesto oltremodo comico e per di più greco, per cui tale elemento non viene preso sul serio dal pubblico.
Un altro elemento strutturale di grande importanza nelle commedie di Plauto è il riconoscimento finale (agnitio), grazie al quale vicende ingarbugliate trovano la loro fortunosa soluzione e ragazze che compaiono in scena come cortigiane o schiave recuperano la loro libertà e trovano l'amore.

### Traduzioni
- Vico Faggi
  - (1985) Anfitrione-Bacchidi-Casina-Menecmi-Pseudolo Garzanti. pp. XXVI-374
  - (1996)  Aulularia - Miles gloriosus - Mostellaria (archiviato dall'url originale il 7 marzo 2006). Garzanti. pp. XXXVI+388. ISBN 978-88-11-36600-3. Introduzione e note di Margherita Rubino.
  - (2004) Anfitrione. Bacchidi. Menecmi. Testo latino a fronte Garzanti. pp. XXXII-374.
  - (2004) Casina. Pseudolo. Testo latino a fronte Garzanti. pp. XXXI-258
- Giovanna Faranda 
  - (Co-traduttrice Chiara Battistella) (2007) Commedie - Vol. 1. La raccolta contiene Amphitruo - Anfitrione, Aulularia - La commedia della pentola, Bacchides - Le bacchidi, Curculio - Gorgoglione, Menaechmi - I menecmi, Mercator - Il commerciante. Mondadori pp. 677 ISBN 978-88-04-57288-6
  - (Co-traduttore Maurizio Bettini) (2007) Commedie - Vol. 2. La raccolta contiene Miles gloriosus - Il soldato spaccone, Mostellaria, Persa, Pseudolus - Pseudolo, Rudens - La gomena, Trinummus - Tre soldi. Mondadori pp. 821 ISBN 978-88-04-57289-3
- Carlo Carena (1975) Commedie. La raccolta contiene: Anfitrione, La commedia degli asini, La commedia della pentola, Le due Bacchidi, I prigionieri, Casina, La commedia del cestello, Pidocchio, Epidico, I due Menecmi, Il mercante, Il soldato spaccone, La commedia del fantasma, Il persiano, Il cartaginese, Pseudolo, La gomena, Stico, I tre soldi, Il selvatico. Einaudi pp. 1088 ISBN 978-88-06-43760-2  Introduzione (archiviato dall'url originale il 18 novembre 2003).

## LaVis Comica
La grande comicità generata dalle commedie di Plauto è prodotta da diversi fattori: un'oculata scelta del lessico, un sapiente utilizzo di espressioni e figure tratte dal quotidiano e una fantasiosa ricerca di situazioni che possano generare l'effetto comico. È grazie all'unione di queste trovate che si ha lo straordinario effetto dell'elemento comico che traspare da ogni gesto e da ogni parola dei personaggi.
Questa uniforme presenza di comicità risulta più evidente in corrispondenza di situazioni ad alto contenuto comico. Infatti Plauto si serve di alcuni espedienti per ottenere maggior comicità, solitamente equivoci e scambi di persona.
Plauto fa uso anche di espressioni buffe e goliardiche che i vari personaggi molto di frequente pronunciano; oppure usa riferimenti a temi consueti, luoghi comuni, anche tratti dalla vita quotidiana, come il pettegolezzo delle donne. La lingua che usa è composita e formata da elementi eterogenei, quali grecismi, neologismi, arcaismi e sermo familiaris. È presente inoltre l'italum acetum, comicità popolare italica fatta di doppi sensi, allusioni e giochi di parole.
Plauto ha un atteggiamento critico verso i Greci (chiamati "Graeculi"), che non è tanto da interpretarsi come segno di adesione al programma politico di Catone quanto come ulteriore mezzo comico. Il pubblico ama sentirsi superiore ai personaggi sulla scena, e a ciò aiuta anche il surrealismo che Plauto usa nell'esagerare i tratti dei personaggi, con cui lo spettatore non può decisamente identificarsi. Essendo disposto a tutto pur di suscitare il riso, non esita a rompere l'unita strutturale e danneggiare la coerenza della commedia con la contaminatio.
La fortuna nelle commedie è quindi elemento significativo ma non filosofico: serve ad agevolare o intralciare il servo.
Inoltre Plauto fa largo uso dell'elemento corporeo (vedi corpo grottesco).
Ad esempio questo dialogo della Aulularia in cui interagiscono i servi-cuochi Congrio e Antrace, e Strobilo che li coordina:
Secondo Atto, Scena 4. (Un'ora dopo)
Strobilo: (arrivando dal mercato con due cuochi, due flautiste e varie provviste) 
«Il padrone ha fatto la spesa in piazza, e ha ingaggiato i cuochi e queste flautiste. 
Mi ha anche ordinato di dividere tutte le sue cose, qui, in due parti.»
Antrace: «Per Giove, di me - te lo dico chiaro e tondo - non farai due parti. 
Se invece vuoi che me ne vada tutto intero da qualche parte, lo farò senza meno.
Congrio: (rivolto ad Antrace) «Quant'è carina e riservata questa prostituta pubblica. 
Se qualcuno volesse, non ti spiacerebbe, neh, di farti aprire in due dal di dietro.» (vv. 280-6)

## I modelli greci
Le commedie di Plauto sono delle rielaborazioni in latino di commedie greche. Tuttavia, questi testi plautini non seguono molto l'originale perché Plauto da una parte adotta il procedimento della contaminatio, per il quale mescola insieme due o più canovacci greci, dall'altra aggiunge alle matrici elleniche cospicui tratti riconducibili a forme teatrali italiche come il mimo e l'atellana. Plauto tuttavia continua a mantenere nella sua commedia elementi ellenici quali i luoghi e i nomi dei personaggi (le commedie della recensione varroniana sono tutte palliatae, cioè di ambientazione greca). Si può affermare che Plauto prende molto dai modelli greci ma grazie ai cambiamenti e alle aggiunte il suo lavoro non risulta né una traduzione né un'imitazione pedissequa. A questo contribuisce anche l'adozione di una lingua latina molto vivace e pittoresca, in cui fanno spesso bella mostra di sé numerosissimi neologismi.
La cosa che distingue l'imitatore dal grande scrittore è la capacità di quest'ultimo di farci dimenticare, tramite le sue aggiunte e le sue rielaborazioni, il testo di partenza.
Sul tema della contaminatio c'è un'altra importante nota, il fatto che nei prologhi del Trinummus (verso 19) e dell'Asinaria (verso 11) Plauto definisce la propria traduzione con l'espressione latina "vortit barbare" (in italiano: "volgere nella lingua barbara, latino"). Plauto utilizza il verbo latino vertere per indicare una trasformazione, un cambiamento di aspetto; si perviene necessariamente alla conclusione che Plauto non mirasse solamente a una traduzione linguistica ma anche letteraria. Il fatto poi che utilizzi l'avverbio barbare deriva dal fatto che essendo le sue fonti di ispirazione di origine greca, in latino erano rese con una notevole perdita di significato oltre che di artisticità, e dato che per i Greci tutto ciò che era straniero era chiamato barbarus, Plauto afferma che la propria traduzione è barbara.

## Influenze e rielaborazioni
Le opere di Plauto hanno ispirato molti drammaturghi come William Shakespeare, Molière, e Gotthold Ephraim Lessing.
Molte delle sue commedie sono state riproposte fino ai giorni nostri, talvolta rielaborate in chiave moderna. È il caso della commedia I Menecmi riadattata da Tato Russo a fine anni 80 in chiave partenopea; lo spettacolo ha avuto un grande successo, con più di 600 repliche nell'arco di 15 anni.
Altre sue opere, il Miles gloriosus e lo Pseudolus sono alla base del musical A Funny Thing Happened on the Way to the Forum (Una cosa buffa accaduta sulla strada che porta al Foro, in italiano "Dolci vizi al foro") del 1962, in seguito portata sullo schermo cinematografico da Richard Lester. Lo stesso tipo di personaggio (lo schiavo furbo) appare in Up Pompeii.
Nel 1963 Pier Paolo Pasolini ha pubblicato presso l'editore Garzanti Il vantone, la sua traduzione in doppi settenari a rima baciata del Miles gloriosus; la lingua di Plauto è traslata in una lingua "da avanspettacolo", con una leggera patina romanesca.
Nel 2023 Francesco Ferri, autore di studi monografici su Pier Paolo Pasolini, ha pubblicato Er Millanta: traduzione integrale del Miles gloriosus in dialetto romanesco, con un saggio introduttivo su Plauto o dell'ironia. La traduzione, con testo latino a fronte, si avvale anche di note di commento e di glossario (Edizioni Efesto 2023 - ISBN 9788833814445).
Nel 2016 l'Istituto Poligrafico e Zecca dello Stato gli dedica una moneta da 2 Euro, in occasione dei 2200 anni dalla morte, con una tiratura limitata di 7000 esemplari.